# Алифанов, Владимир Рудольфович
Владимир Рудольфович Алифанов (6 сентября 1957, Москва — 10 сентября 2021) — советский и российский палеонтолог, специалист по ископаемым рептилиям, кандидат биологических наук (1995), старший научный сотрудник Палеонтологического института им. А.А. Борисяка РАН.

## Биография
Родился 6 сентября 1957 года в Москве. Интерес к палеонтологии проявил ещё в школьные годы: с 1971 года посещал палеонтологический кружок при Палеонтологическом музее, в его старом здании на Ленинском проспекте, где занимался под руководством С. М. Курзанова. После окончания школы в 1974 году поступил на работу лаборантом в Палеонтологический институт АН СССР.
В 1975 году предпринял неудачную попытку поступить на биологический факультет МГУ. После прохождения срочной военной службы (1975—1977) поступил на подготовительное отделение биологического факультета МГУ, а в 1978 году стал студентом кафедры зоологии позвоночных, где он учился у известного морфолога Ф. Я. Дзержинского. В университете Алифанов специализировался на функциональной морфологии черепа тетрапод, защитив дипломную работу в 1984 году.
С 1983 года профессиональная деятельность Алифанова была связана с Палеонтологическим институтом АН СССР (позднее — РАН). Начинал с должностей лаборанта и препаратора, работал в лабораториях млекопитающих, рыб и рыбообразных. В 1985 году стал младшим научным сотрудником, а с 1987 года перешёл в лабораторию низших тетрапод (позднее — палеогерпетологии), где проработал до конца жизни. В 1995 году защитил кандидатскую диссертацию на тему «Ископаемые Teioidea Азии и ранние этапы эволюции ящериц». К 2020 году подготовил докторскую диссертацию «Наземные ящерицы (Lacertilia) мезозоя и раннего кайнозоя Центральной Азии», но защитить её не успел.
Алифанов вёл активную экспедиционную деятельность, участвуя в раскопках на территории России (Южное Приуралье, Западная Сибирь, Тыва, Дальний Восток) и Монголии. Особое значение имеют его исследования меловых фаун позвоночных Монголии, где он работал в составе советско-монгольской и российско-монгольской палеонтологических экспедиций.
Скончался 10 сентября 2021 года после продолжительной болезни.

## Научная деятельность
Алифанов посвятил свою научную карьеру изучению древних рептилий, внеся фундаментальный вклад в развитие палеогерпетологии и палеонтологии позвоночных. Основной областью его исследований были мезозойские и кайнозойские ящерицы Центральной Азии, а также различные группы динозавров.
Алифанов разрабатывал вопросы функциональной морфологии черепа тетрапод, палеоневрологии динозавров и эволюции перьевого покрова у архозавров. Его работы по палеозоогеографии и биостратиграфии значительно расширили представления о фаунистических комплексах мелового периода. Особое значение имеют его исследования меловых фаун Монголии, где он описал несколько новых таксонов ящериц, динозавров и других диапсидных рептилий.
Результы исследований ископаемых ящериц были отражены в монографии «Макроцефалозавры и ранние этапы эволюции ящериц Центральной Азии» (2000). Написал ряд глав в книге «Ископаемые позвоночные России и сопредельных стран. Ископаемые рептилии и птицы. Часть 2» (2012). В последние годы жизни учёный завершил капитальный труд «Наземные ящерицы (Lacertilia) мезозоя и раннего кайнозоя Центральной Азии», опубликованный посмертно в 2022 году.
Занимался палеонтологией динозавров, участвуя в описании новых видов из России и Монголии. Работы Алифанова по палеоневрологии включают исследования мозга теропод (Tarbosaurus) и анкилозавров (Bissektipelta). Является автором исследований, в которых были описаны уникальные образцы динозавров с отпечатками кожных покровов из Забайкалья (см. также #Критика).
Помимо академических исследований, уделял внимание популяризации науки, опубликовав ряд научно-популярных статей по палеогерпетологии и истории палеонтологии. Автор статей в «Большой российской энциклопедии».

## Описанные таксоны
Является автором множества таксонов ископаемых пресмыкающихся.

### Чешуйчатые
- Mongolochamops facilis Alifanov, 1988 (gen. et 2 sp. nov.)[5], позже создана новая комбинация Altanteius facilis (Alifanov, 1988)[6]
- Mongolochamops reshetovi Alifanov, 1988 (gen. et 2 sp. nov.)[5]
- Pyramicephalosaurus cherminicus Alifanov, 1988 (gen. et sp. nov.)[5]
- Hoburogekko suchanovi Alifanov, 1989 (gen. et sp. nov.)[7]
- Flaviagama dzerzhinskii Alifanov, 1989 (gen. et sp. nov.)[8]
- Mimeosaurus tugrikinensis Alifanov, 1989 (sp. nov.)[8], синонимизирован с Mimeosaurus crassus Gilmore, 1943[9]
- Igua minuta Borsuk-Białynicka & Alifanov, 1991 (gen. et sp. nov.)[10]
- Polrussia mongoliensis Borsuk-Białynicka & Alifanov, 1991 (gen. et sp. nov.)[10]
- Altanteius Alifanov, 1993 (gen. nov.), новый род для Mongolochamops facilis Alifanov, 1988
- Barungoia vasta Alifanov, 1993 (gen. et sp. nov.)[6]
- Dzhadochtosaurus giganteus Alifanov, 1993 (gen. et sp. nov.)[6]
- Gobinatus arenosus Alifanov, 1993 (gen. et sp. nov.)[6]
- Gurvansaurus canaliculatus Alifanov, 1993 (gen. et 2 sp. nov.)[6]
- Gurvansaurus potissimus Alifanov, 1993 (gen. et 2 sp. nov.)[6]
- Mongolochamopini Alifanov, 1993 (tribus nov.)[6]
- Parameiva oculea Alifanov, 1993 (gen. et sp. nov.)[6]
- Prodenteia ministra Alifanov, 1993 (gen. et sp. nov.)[6]
- Pyramicephalosaurini Alifanov, 1993 (tribus nov.)[6]
- Tchingisaurus multivagus Alifanov, 1993 (gen. et sp. nov.)[6]
- Chamaeleognathus iordanskyi Alifanov, 1996 (gen. et sp. nov.)[11]
- Cretagama bialynickae Alifanov, 1996 (gen. et sp. nov.)[11]
- Cretagamini Alifanov, 1996 (tribus nov.)[11]
- Flaviagaminae Alifanov, 1996 (subfam. nov.)[11]
- Flaviagamini Alifanov, 1996 (tribus nov.)[11]
- Gladidenagama semiplena Alifanov, 1996 (gen. et sp. nov.)[11]
- Mimeosaurini Alifanov, 1996 (tribus nov.)[11]
- Morunasius modestus Alifanov, 1996 (gen. et sp. nov.)[11]
- Phrynosomimini Alifanov, 1996 (tribus nov.)[11]
- Phrynosomimus asper Alifanov, 1996 (gen. et sp. nov.)[11]
- Pleurodontagaminae Alifanov, 1996 (subfam. nov.)[11]
- Pleurodontagamini Alifanov, 1996 (tribus nov.)[11]
- Aprisaurus bidentatus Alifanov, 2000 (gen. et sp. nov.)[12]
- Campedosaurus sulcularis Alifanov, 2000 (gen. et sp. nov.)[12]
- Cherminsauridae Alifanov 2000 (fam. nov.)[12]
- Cherminsaurus tereschenkoi Alifanov, 2000 (sp. nov.)[12]
- Cyclurasia multidentata Alifanov, 2000 (gen. et sp. nov.)[12]
- Gobileon emersoculatus Alifanov, 2000 (gen. et sp. nov.)[12]
- Macrocephalosauria Alifanov 2000 (infraord. nov.)[12]
- Macrocephalosauroidea Alifanov 2000 (superfam. nov.)[12]
- Macrocephaleon Alifanov, 2000 (gen. nov.), новый род для Macrocephalosaurus chulsanensis Sulimski, 1975[12]
(согласно другой версии, относится к роду Gilmoreteius Langer, 1998[13])
- Mongolochamopoidea Alifanov 2000 (superfam. nov.)[12]
- Mongolochamopidae Alifanov 2000 (fam. nov.)[12]
- Mongolochamopinae Alifanov 2000 (subfam. nov.)[12]
- Polyglyphanodontia Alifanov, 2000 (microordo nov.)[12]
- Tuberocephalosaurus pompabilis Alifanov, 2000 (gen. et sp. nov.)[12]
- Acrodontopsis robustus Alifanov, 2009 (gen. et sp. nov.)[14]
- Agamimus gracilis Alifanov, 2009 (gen. et sp. nov.)[14]
- Graminisaurus interruptus Alifanov, 2009 (gen. et sp. nov.)[14]
- Khaichinsaurus reshetovi Alifanov, 2009 (gen. et sp. nov.)[14]
- Lavatisaurus elegans Alifanov, 2009 (gen. et sp. nov.)[14]
- Lentisaurus giganteus Alifanov, 2009 (gen. et sp. nov.)[14]
- Dornosaurus gobiensis Alifanov, 2012 (gen. et sp. nov.)[15]
- Ergiliinsaurus postumus Alifanov, 2012 (gen. et sp. nov.)[15]
- Khaichinguana eocaenica Alifanov, 2012 (gen. et sp. nov.)[15]
- Desertiguana gobiensis Alifanov, 2013 (gen. et sp. nov.)[16]
- Gurvelus khangaicus Alifanov, 2019 (gen. et sp. nov.)[17]
- Khereidia aptiana Alifanov, 2019 (gen. et sp. nov.)[17]
- Naimanosaurus dinosauroaequalis Alifanov, 2019 (gen. et sp. nov.)[17]
- Palaeoxanta conicodentata Alifanov, 2019 (gen. et sp. nov.)[17]
- Paradorsetisaurus postumus Alifanov, 2019 (gen. et sp. nov.)[18]
- Xenostius futilus Alifanov, 2019 (gen. et sp. nov.)[18]
- Epileolis reshetovi Alifanov, 2020 (gen. et sp. nov.)[19]

### Динозавры
- Bagaceratopidae Alifanov, 2003 (fam. nov.)[20], синонимизировано с Protoceratopsidae Granger & Gregory, 1923[21]
- Lamaceratops tereschenkoi Alifanov, 2003 (gen. et sp. nov.)[20], синонимизирован с Bagaceratops rozhdestvenskyi Maryanska & Osmólska, 1975[21]
- Platyceratops tatarinovi Alifanov, 2003 (gen. et sp. nov.)[20], синонимизирован с Bagaceratops rozhdestvenskyi Maryanska & Osmólska, 1975[21]
- Bainoceratops efremovi Tereschenko & Alifanov, 2003 (gen. et sp. nov)[22], возможно, синоним Protoceratops andrewsi Granger & Gregory, 1923[23][21]
- Olorotitan arharensis Godefroit, Bolotsky & Alifanov, 2003 (gen. et sp. nov.)[24]
- Ferganasaurus verzilini Alifanov & Averianov, 2003 (gen. et sp. nov)[25]
- Gobiceratops minitus Alifanov, 2008 (gen. et sp. nov.)[26], синонимизирован с Bagaceratops rozhdestvenskyi Maryanska & Osmólska, 1975[21]
- Ceratonykus oculatus Alifanov & Barsbold, 2009 (gen. et sp. nov.)[27]
- Arkharavia heterocoelica Alifanov & Bolotsky, 2010 (gen. et sp. nov)[28], nomen dubium[29]
- Kulindapteryx ukureica Alifanov & Saveliev, 2014 (gen. et sp. nov.)[30], nom. dub., вероятно, синоним Kulindadromeus zabaikalicus Godefroit et al., 2014[31]
- Daurosaurus olovus Alifanov & Saveliev, 2014 (gen. et sp. nov)[30], nom. dub., вероятно, синоним K. zabaikalicus Godefroit et al., 2014[31]
- Lepidocheirosaurus natatilis Alifanov & Saveliev, 2015 (gen. et sp. nov)[32], nom. dub., вероятно, синоним K. zabaikalicus Godefroit et al., 2014[31]
- Mongolostegus exspectabilis Tumanova & Alifanov, 2018 (gen. et sp. nov.)[33]

### Крокодиломорфы
- Tagarosuchus kulemzini Alifanov, Efimov, Novikov & Morales, 1999 (gen. et sp. nov.)[34]

### Базальные диапсиды
- Kyrgyzsaurus bukhanchenkoi Alifanov & Kurochkin, 2011 (gen. et sp. nov.)[35]

## Критика

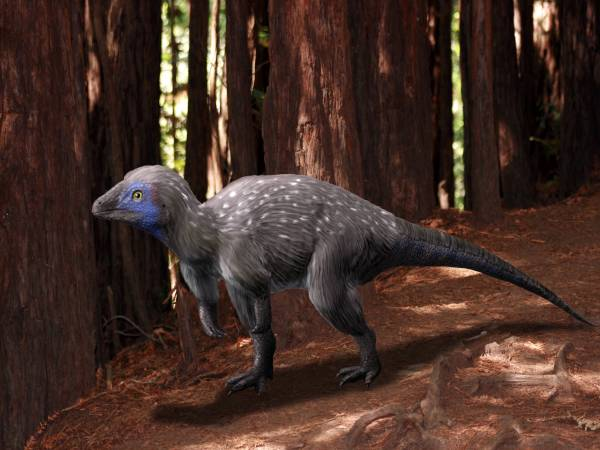
Реконструкция кулиндадромея

В 2014 году Алифанов в соавторстве с Сергеем Савельевым описал два новых вида птицетазовых динозавров, окаменелости которых сохранили отпечатки «щетинковой чешуи». Оба вида — Kulindapteryx ukureica и Daurosaurus olovus — происходят из юрских отложений укурейской свиты в Забайкальском крае. Почти в то же время международная группа учёных под руководством Паскаля Годфруа описала птицетазового Kulindadromeus zabaikalicus из укурейской свиты, покровы которого сочетали перья и чешую. Годфруа обвинил Алифанова в краже образцов из Института природных ресурсов, экологии и криологии СО РАН в Чите и их незаконном хранении в Палеонтологическом институте в Москве, назвав произошедшее «настоящим палеонтологическим скандалом». В свою очередь, Алифанов обвинил «иностранных коллег и их российских осведомителей» в «поспешной и не очень продуманной работе» и желании «перехватить пальму первенства».
Годом позже Алифанов и Савельев описали новый вид Lepidocheirosaurus natatilis из укурейской свиты, который классифицировали в качестве орнитомимозавра. Таксоны Kulindapteryx, Daurosaurus и Lepidocheirosaurus не были приняты другими исследователями, которые рассматривают их как недиагностируемые (nomina dubia) и, скорее всего, синонимичные Kulindadromeus.

## Признание заслуг
В честь Алифанова названы ископаемая лягушка Altanulia alifanovi Gubin, 1993 и альваресзаврид Ondogurvel alifanovi Averianov & Lopatin, 2022.
В 2021 году Алифанову был посвящён некролог, опубликованный в журнале «Бюллетень Московского общества испытателей природы. Отдел геологический».